# كرة القدم الخماسية للمكفوفين في الألعاب البارالمبية الصيفية 2016
نُظمت أحداث مسابقة كرة القدم للمكفوفين ضمن الألعاب البارالمبية الصيفية 2016 في مركز التنس الأولمبي بمدينة ريو دي جانيرو، خلال الفترة من 9 إلى 17 سبتمبر. شارك في هذه المنافسة لاعبو كرة قدم مكفوفين، مع الاستعانة بكرة تحتوي على جهاز يصدر صوتًا في داخلها لمساعدة اللاعبين على تعقب الكرة.
كانت البرازيل الدولة المضيفة، وحاملة لقب بطولة الألعاب البارالمبية لثلاث مرات متتالية، كما كانت المرشحة الأوفر حظًا للفوز، بعد أن حققت الميدالية الذهبية لهذه المسابقة في دورات أثينا 2004 وبكين 2008 ولندن 2012. كما كانت البرازيل أيضًا حاملة لقب بطولتي العالم والأمريكتين.

## التصنيف
وضعت اللجنة البارالمبية الدولية ثلاثة تصنيفات خاصة لهذه المنافسة، وتشمل جميعها درجات متفاوتة من ضعف البصر، حيث تتراوح ما بين فقدان البصر الكامل إلى القدرة على تمييز الأشكال من مسافات قصيرة، وهذه التصنيفات هي بي 1 وبي 2 وبي 3. لكن ومن أجل ضمان المنافسة الشريفة وإتاحة الفرصة أمام جميع الرياضيين ضمن هذه التصنيفات، يُطلب من جميع اللاعبين ارتداء أقنعة للعينين أثناء اللعب.

## الفرق المتوجة
| Event          | الذهبية | الفضية | البرونزية |
| -------------- | --- | --- | --- |
| منتخبات الرجال | البرازيل (BRA) · قالب:وإوو · كاسيو لوبيز دوس رييس · دامياو روبسون · تياغو دا سيلفا · جيفيرسون دي كونسيساو · رايموندو نوناتو ‏ · ماركوس فيليبي · ريكاردو ألفيس · ماوريسيو دومبو · فينيسيوس ترانشيزي | إيران (IRI) · ميسم شجاعيان · أمير بورازافي · محمد رضا مهنيناساب · حسين رجبور · محمد حيدري · صادق راحيمي · بهزاد زاد علي أصغري · أحمد رضا شاه حسيني · رسول بصيري · أكبر شوشتاري | الأرجنتين (ARG) · داريو لينسينا · أنخيل ديلدو · فيدريكو أكاردي · فرويلان باديا · سيلفيو فيلو · لوكاس رودريغيز · دافيد بيرالتا · نيكولاس فيليز · خيرمان موليك · ماكسيميليانو إيسبينيو |

## التصفيات المؤهلة
شاركت في هذه المنافسة 8 منتخبات وطنية، والمسابقة هي حصرا على الرجال فقط.
يمكن للجنة البارالمبية الوطنية أن تُشارك في هذه المسابقة بفريق واحد يتكوّن من 8 لاعبين، بالإضافة إلى حارسي مرمى مبصرين (لا يُحتسب حارسا المرمى ضمن الحصة المخصصة للرياضيين البالغة 64 لاعبا). لكن، ووفقًا للممارسات المتبعة في الألعاب البارالمبية فيما يتعلق بالمساعدين المبصرين والمشاركين في منافسات أخرى، فإن حارسي المرمى يحصلان هما أيضا على الميداليات في حال تتويج منتخبهما.
| التصفيات المؤهلة       | التاريخ                 | الملعب المستضيف          | عدد المنتخبات المتأهلة | المنتخبات المتأهلة          |
| ---------------------- | ----------------------- | ------------------------ | ---------------------- | --------------------------- |
| البلد المستضيف         | 2 أكتوبر 2009           | كوبنهاغن، الدنمارك       | 1                      | البرازيل (BRA)              |
| بطولة العالم 2014      | 13–25 نوفمبر 2014       | طوكيو، اليابان           | 1                      | الأرجنتين (ARG)             |
| البطولة الآسيوية 2015  | 30 أغسطس -8 سبتمبر 2015 | طوكيو، اليابان           | 2                      | إيران (IRI) · الصين (CHN)   |
| البطولة الأوروبية 2015 | 22–29 أغسطس 2015        | هيرفورد, المملكة المتحدة | 2                      | تركيا (TUR) · إسبانيا (ESP) |
| البطولة الأمريكية 2015 | 8–15 أغسطس 2015         | تورونتو، كندا            | 1                      | المكسيك (MEX)               |
| البطولة الأفريقية 2015 | 16–25 أكتوبر 2015       | دوالة، الكاميرون         | 1                      | المغرب (MAR)                |
| المجموع                |                         |                          | 8                      |                             |

## البطولة

### المجموعة الأولى
| م | الفريق       | لعب | ف | ت | خ | أ.له | أ.ع | أ.ف | نقاط | التأهل                               |
| - | ------------ | --- | - | - | - | ---- | --- | --- | ---- | ------------------------------------ |
| 1 | البرازيل (H) | 3   | 2 | 1 | 0 | 5    | 1   | +4  | 7    | نصف النهائي                          |
| 2 | إيران        | 3   | 1 | 2 | 0 | 2    | 0   | +2  | 5    | نصف النهائي                          |
| 3 | تركيا        | 3   | 0 | 2 | 1 | 1    | 3   | −2  | 2    | مباراة تحديد المركزين الخامس والسادس |
| 4 | المغرب       | 3   | 0 | 1 | 2 | 2    | 6   | −4  | 1    | مباراة تحديد المركزين السابع والثامن |

| البرازيل                                    | 3–1   | المغرب   |
| ------------------------------------------- | ----- | -------- |
| - ريكاردينيو 31' - جيفينيو 36' - نوناتو 36' | تقرير | حطاب 13' |

| تركيا | 0–0   | إيران |
| ----- | ----- | ----- |
|       | تقرير |       |

| المغرب | 0–2   | إيران                             |
| ------ | ----- | --------------------------------- |
|        | تقرير | - راجابور 13' - زاد علي أصغري 14' |

| البرازيل                                 | 2–0   | تركيا |
| ---------------------------------------- | ----- | ----- |
| - ريكاردينيو 13' - كاسيو 37' (ضربة جزاء) | تقرير |       |

| البرازيل | 0–0   | إيران |
| -------- | ----- | ----- |
|          | تقرير |       |

| المغرب     | 1–1   | تركيا     |
| ---------- | ----- | --------- |
| سنيسلة 27' | تقرير | أوكال 25' |

### المجموعة الثانية
| م | الفريق    | لعب | ف | ت | خ | أ.له | أ.ع | أ.ف | نقاط | التأهل                               |
| - | --------- | --- | - | - | - | ---- | --- | --- | ---- | ------------------------------------ |
| 1 | الأرجنتين | 3   | 2 | 1 | 0 | 3    | 0   | +3  | 7    | نصف النهائي                          |
| 2 | الصين     | 3   | 2 | 1 | 0 | 3    | 0   | +3  | 7    | نصف النهائي                          |
| 3 | إسبانيا   | 3   | 1 | 0 | 2 | 1    | 2   | −1  | 3    | مباراة تحديد المركزين الخامس والسادس |
| 4 | المكسيك   | 3   | 0 | 0 | 3 | 0    | 5   | −5  | 0    | مباراة تحديد المركزين السابع والثامن |

| إسبانيا | 0–1   | الصين    |
| ------- | ----- | -------- |
|         | تقرير | وانغ 43' |

| الأرجنتين                | 2–0   | المكسيك |
| ------------------------ | ----- | ------- |
| - إيسبينيو 2' - فيلو 15' | تقرير |         |

| الأرجنتين | 1–0   | إسبانيا |
| --------- | ----- | ------- |
| فيليز 29' | تقرير |         |

| الصين                | 2–0   | المكسيك |
| -------------------- | ----- | ------- |
| - واي 4' - يافينغ 9' | تقرير |         |

| الصين | 0–0   | الأرجنتين |
| ----- | ----- | --------- |
|       | تقرير |           |

| المكسيك | 0–1   | إسبانيا    |
| ------- | ----- | ---------- |
|         | تقرير | أكوستا 14' |

## مرحلة خروج المغلوب

### مباريات الترتيب

#### مباراة تحديد المركزين السابع والثامن
| المغرب | 0–2   | المكسيك                           |
| ------ | ----- | --------------------------------- |
|        | تقرير | - لانزاغورتا 42' - دي لا كروز 49' |

#### مباراة تحديد المركزين الخامس والسادس
| تركيا                  | 0–0   | إسبانيا                     |
| ---------------------- | ----- | --------------------------- |
|                        | تقرير |                             |
| ركلات الترجيح          |       |                             |
| - سومر - شاتاي - أوكال | 1–0   | - الحداقي - مينيوز - غاريدو |

### أدوار الميداليات
|  | نصف النهائي     | نصف النهائي |                            |      | مباراة الميدالية الذهبية | مباراة الميدالية الذهبية |
|  |                 |             |                            |      |                          |                          |
|  | 15 سبتمبر 16:00 |             |                            |      |                          |                          |
|  |                 |             |                            |      |                          |                          |
|  | البرازيل        | 2           |                            |      |                          |                          |
|  | البرازيل        | 2           | 17 سبتمبر 17:00            |      |                          |                          |
|  | الصين           | 1           |                            |      |                          |                          |
|  | الصين           | 1           | البرازيل                   | 1    |                          |                          |
|  | 15 سبتمبر 20:00 |             | البرازيل                   | 1    |                          |                          |
|  |                 | إيران       | 0                          |      |                          |                          |
|  | الأرجنتين       | إيران       | 0                          | 0(1) |                          |                          |
|  | الأرجنتين       |             |                            | 0(1) |                          |                          |
|  | إيران           | 0(2)        |                            |      |                          |                          |
|  | إيران           | 0(2)        | مباراة الميدالية البرونزية |      |                          |                          |
|  |                 |             |                            |      |                          |                          |
|  | 17 سبتمبر 14:00 |             |                            |      |                          |                          |
|  |                 |             |                            |      |                          |                          |
|  | الصين           | 0(0)        |                            |      |                          |                          |
|  | الصين           | 0(0)        |                            |      |                          |                          |
|  | الأرجنتين       | 0(1)        |                            |      |                          |                          |

#### نصف النهائي
| البرازيل         | 2–1   | الصين    |
| ---------------- | ----- | -------- |
| جيفينيو 20'، 30' | تقرير | وانغ 14' |

| الأرجنتين                 | 0–0   | إيران                     |
| ------------------------- | ----- | ------------------------- |
|                           | تقرير |                           |
| ركلات الترجيح             |       |                           |
| - إيسبينيو - فيلو - فيليز | 1–2   | - رحيم إيغاسر - شاه حسيني |

#### مباراة الميدالية البرونزية
| الصين              | 0–0   | الأرجنتين         |
| ------------------ | ----- | ----------------- |
|                    | تقرير |                   |
| ركلات الترجيح      |       |                   |
| - واي - ليو - وانع | 0–1   | - إيسبينيو - فيلو |

#### مباراة الميدالية الذهبية
| البرازيل       | 1–0   | إيران |
| -------------- | ----- | ----- |
| ريكاردينيو 12' | تقرير |       |

## الترتيب النهائي
| الترتيب | المنتخب   |
| ------- | --------- |
|         | البرازيل  |
|         | إيران     |
|         | الأرجنتين |
| 4.      | الصين     |
| 5.      | تركيا     |
| 6.      | إسبانيا   |
| 7.      | المكسيك   |
| 8.      | المغرب    |

المصدر: Paralympic.org